# MRPL17
MRPL17‏ (Mitochondrial ribosomal protein L17) هوَ بروتين يُشَفر بواسطة جين MRPL17 في الإنسان.